# Битва під Вогатізбургом
Битва під Вогатізбургом, згідно із хронікою Фредегара, між військами князя Само і короля Дагоберта I відбулась у 631 році. Ударів по землі слов'ян завдавали з трьох сторін — алемани, лангобарди, і австразійські франки. І якщо перші два угрупування провели свої кампанії більш-менш успішно, то головна битва, що тривала три дні, була програна Дагобертом I поблизу Вогатізбурга.
Після перемоги в битві, держава Само стала здійснювати набіги на східні землі Франкського королівства, доходячи до Тюрингії. Слава і могутність Само настільки зросли, що князь сорбів Дерван вийшов з васального підпорядкування Дагоберта I і визнав владу Само.

## Розшукування місця битви
Місце, де відбулась битва, поки що не вдається локалізувати, оскільки джерело інформації (Хроніка Фредегара) не дає географічних орієнтирів. Тому розглядається велика кількість різних місць (зазвичай докази про достовірність того чи іншого місця ґрунтуються на лінгвістичних паралелях і результатах розкопок). Розглядаються такі варіанти:
Баварська Славіца в північно-східній Баварії:
- Штаффельберг біля Штаффенштайну
- Бурк біля Форххайму
- Оберауфзесс в Ауфзессталі
- інші місця в районі Майну, де в VII столітті жили слов'яни

Чехія:
- Південна Чехія:
  - Гора Тугошть (чеськ. Tuhošť) біля Домажліце (Domažlice):
- Північна Чехія, Дуповські гори (Doupovské hory):
  - Угошть (Úhošť) біля Кадань (Kadaň)
  - Градєц у Каданє (Hradec u Kadaně)
  - Рубін біля Подбожани (Podbořany)

Середня течія Дунаю в сьогоднішній Нижній Австрії і південно-західній Словаччині:
- Мельк, Відень, Карнунт, Хайнбург-на-Дунаї тощо.
- Укріплення Девін (Devín)
- Братислава — Brezalauspurc, потім Pressburg

Морава з її притоками в Моравії:
- Мікульчіче
- Гостинь
- Зноймо

Землі лужицьких сербів у регіоні Лаба-Солява (Ельба-Заале).